# Аль-Оруба (футбольный клуб, Эль-Джауф)
«Аль-Оруба» — саудовский футбольный клуб из города Сакака, выступающий в Первом дивизионе Саудовской Аравии по футболу. Основан в 1975 году.

## История
В 1999 году «Аль-Оруба» заняла второе место во Втором дивизионе, третьем уровне в системе футбольных лиг Саудовской Аравии, и вышла в Первый дивизион. Там она в течение следующих двух лет играла роль середняка, но в сезоне 2001/02 «Аль-Оруба» была главным аутсайдером турнира, набрав лишь пять очков в 18 матчах, и вылетела во Второй дивизион. Там она провела ещё шесть лет, пока в 2008 году не выиграла его и не вернулась в Первый дивизион, где не задержалась и вновь оказалась во Втором дивизионе спустя год. В 2010 году «Аль-Оруба» заняла четвёртое место в лиге и в очередной раз поднялась в Первый дивизион. 
По итогам сезона 2012/13 «Аль-Оруба» выиграла Первый дивизион и впервые в своей истории пробилась в Про-лигу.
24 августа 2013 года, в первом своём матче на высшем уровне, «Аль-Оруба» была разгромлена в гостях «Аль-Хилялем» со счётом 0:3. Первую же свою победу в Про-лиге команда одержала уже в следующем туре, дома одолев «Аль-Иттихад» благодаря единственному голу на 67-й минуте встречи. По итогам дебютного сезона в элите саудовского футбола «Аль-Оруба» под руководством тунисского тренера Джамеля Белькасема заняла восьмое место, лишь однажды опустившись в зону вылета. В следующем чемпионате команду из Эль-Джауфа возглавил французский тренер Лоран Банид, который покинул её после 12-го тура, по результатам которого клуб занимал 12-ю строчку в таблице. В последних 11 матчах того чемпионата «Аль-Оруба» одержала лишь одну победу при десяти поражениях, и заняв последнее место покинула Про-лигу.

## История выступлений
| Сезон   | Дивизион        | Место | Кубок |
| ------- | --------------- | ----- | ----- |
| 1999/00 | Первый дивизион | 6-е   |       |
| 2000/01 | Первый дивизион |       |       |
| 2001/02 | Первый дивизион | 10-е  |       |
| 2002/03 | Первый дивизион | 12-е  |       |
| 2003/04 | Второй дивизион | 7-е   |       |
| 2004/05 | Второй дивизион | 4-е   |       |
| 2005/06 | Второй дивизион | 4-е   |       |
| 2006/07 | Второй дивизион | 3-е   |       |
| 2007/08 | Второй дивизион | 1-е   |       |
| 2008/09 | Первый дивизион | 13-е  |       |
| 2009/10 | Второй дивизион | 4-е   |       |
| 2010/11 | Первый дивизион | 11-е  |       |
| 2011/12 | Первый дивизион | 10-е  |       |
| 2012/13 | Первый дивизион | 1-е   |       |
| 2013/14 | Про-лига        |       |       |